# María de la Cabeza

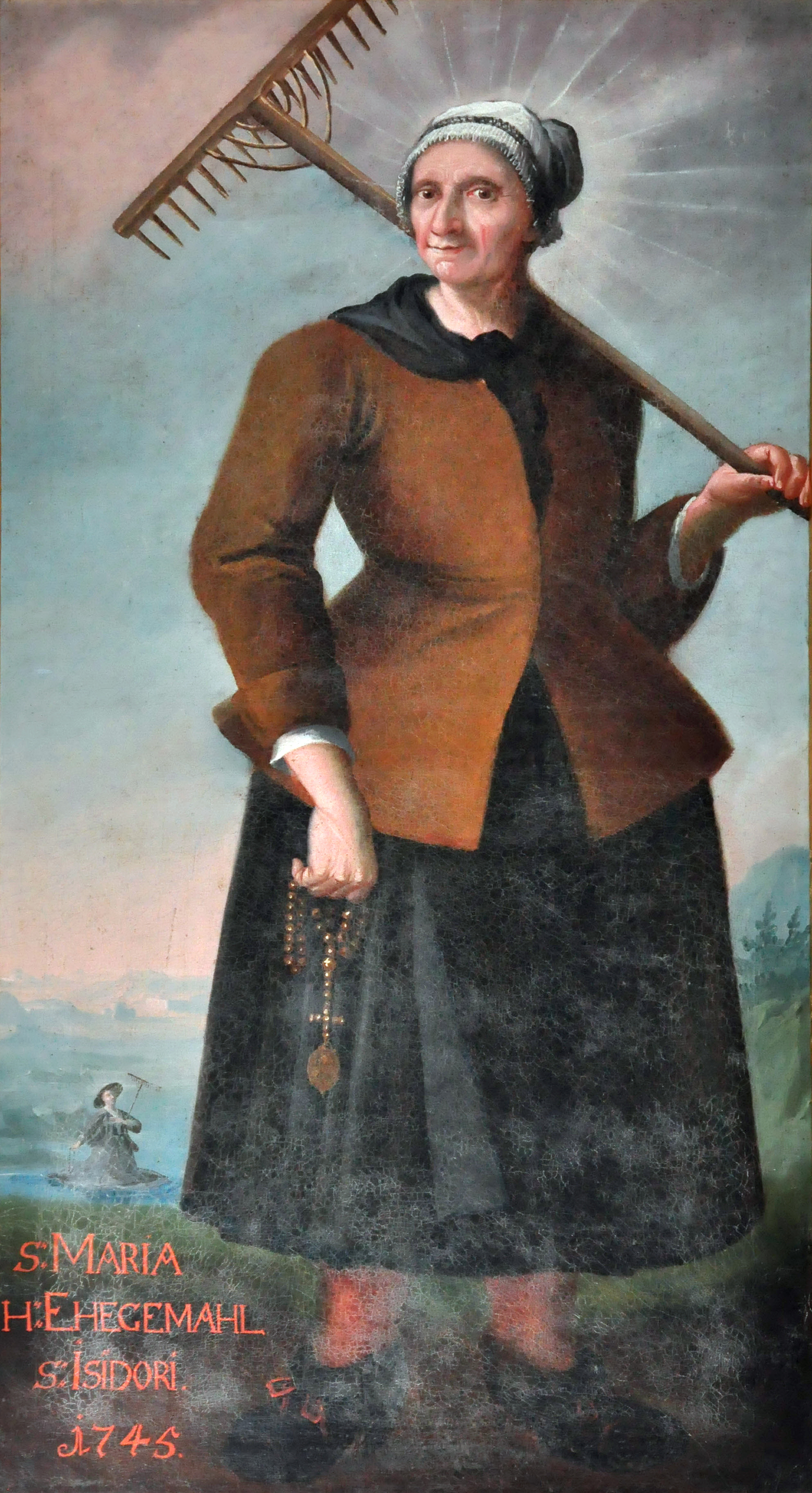
Maria de la Cabeza in der Kirche St. Nikolas in Preitenegg, Kärnten (1745)

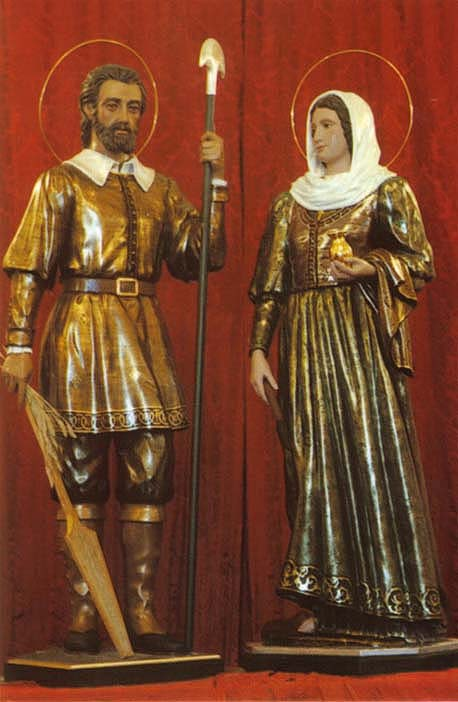
Isidor von Madrid und María de la Cabeza in der Kirche San Isidro in Madrid (18. Jh.)

María de la Cabeza oder María Toribia (* um 1060 in Caraquiz oder Cobeña bei Uceda; † um 1140) war die Ehefrau von Isidor von Madrid; beide wurden im 17. Jahrhundert kanonisiert. Ihr Festtag ist der 9. September, doch wird ihrer auch am 15. Mai, dem Festtag ihres Mannes, gedacht. 

## Vita/Legende
Gemäß der Überlieferung kam María de la Cabeza in jungen Jahren in die Kleinstadt Torrelaguna, wo sie den Landmann Isidor kennenlernte. Angeblich heirateten beide und hatten einen Sohn, Illán, der später – trotz fehlender Anerkennung durch die Kirche – vom Volk ebenfalls als Heiliger verehrt wurde. Er sei als Kind in einen Brunnen gefallen und man konnte nichts tun außer beten; daraufhin sei das Wasser kurzzeitig bis zum Erdbodenniveau angestiegen, so dass man den Knaben leicht daraus bergen konnte. Danach habe das Ehepaar Keuschheit gelobt und in getrennten Häusern gelebt. Eine weitere Überlieferung besagt, dass María stets einen Topf mit Essen auf dem Feuer hatte, da ihr Mann des Öfteren Gäste mitbrachte. Eines Tages habe er jedoch so viele Freunde zum Essen eingeladen, dass der Topf schnell leer wurde und für einige nichts mehr da war. Isidor wies sie daraufhin an, nochmals nachzuschauen – sie konnte noch soviel auskratzen, dass das Essen für alle reichte.
Nach dem Tod ihres Mannes lebte María als Einsiedlerin; sie hatte himmlische Eingebungen und tat Wunder.

## Verehrung
Die Gebeine von María de la Cabeza sind verschollen. Sie wurde von Papst Innozenz XII. im Jahr 1697 heiliggesprochen. Andere behaupten, dass ihre sterblichen Überreste gemeinsam mit denen ihres Mannes im Jahr 1769 in die Kirche San Isidro in Madrid verbracht wurden.

## Darstellung
Mittelalterliche Darstellungen der Heiligen sind unbekannt. Neuzeitliche Darstellungen setzen im 17. Jahrhundert ein und zeigen sie – meist in Begleitung ihres Mannes – als einfache Landfrau.

## Bedeutung
Beide Heilige sind vor allem in den ländlichen Gebieten Europas sehr populär. Nach der Heiligen Familie gelten sie als ein Urbild christlich-arbeitsamen Zusammenlebens.